# Taça Confraternização Brasil-Paraguai
A Taça Confraternização Brasil-Paraguai foi colocada em disputa em uma partida amistosa de futebol realizada no ano de 1982 na cidade de Assunção, no Paraguai. A partida foi disputada entre o Flamengo e o Olimpia.

## Jogo
Jogo:  - Olimpia 0 x 2 Flamengo - 
Competição: Taça Confraternização Brasil - Paraguai
Data: 25/08/1982
Estádio: Defensores Del Chaco - Assunção - PAR
Time: Cantarele (Luís Alberto), Leandro (Antunes), Marinho, Mozer, Júnior (Ademar), Andrade    (Zezé), Vítor, Zico (Peu), Wilsinho, Tita e Adilio.
Gols do Flamengo: Vitor e Adilio.
Campeão:  Flamengo